# Episodi di Infinity Train (terza stagione)
La terza stagione della serie animata Infinity Train, intitolata Book Three: Cult of the Conductor, composta da 10 episodi, è stata trasmessa negli Stati Uniti, su HBO Max, dal 13 agosto al 27 agosto 2020. In Italia la stagione è inedita.
| n° | Titolo originale                           | Titolo italiano | Prima TV USA   | Prima TV Italia |
| -- | ------------------------------------------ | --------------- | -------------- | --------------- |
| 1  | The Musical Car                            |                 | 13 agosto 2020 |                 |
| 2  | The Jungle Car                             |                 | 13 agosto 2020 |                 |
| 3  | The Debutante Ball Car                     |                 | 13 agosto 2020 |                 |
| 4  | Le Chat Chalet Car                         |                 | 13 agosto 2020 |                 |
| 5  | The Color Clock Car                        |                 | 13 agosto 2020 |                 |
| 6  | The Campfire Car                           |                 | 20 agosto 2020 |                 |
| 7  | The Canyon of the Golden Winged Snakes Car |                 | 20 agosto 2020 |                 |
| 8  | The Hey Ho Whoa Car                        |                 | 20 agosto 2020 |                 |
| 9  | The Origami Car                            |                 | 27 agosto 2020 |                 |
| 10 | The New Apex                               |                 | 27 agosto 2020 |                 |